# Wertach (Fluss)
Die Wertach ist ein mitsamt ihrem längsten Quellbach 141 km langer linker Zufluss des Lechs im Regierungsbezirk Schwaben in Bayern. Die zwei Gebirgsbäche, aus denen die Wertach zusammenfließt, vereinen sich auf 1078 m ü. NHN, die Wertach mündet auf 461 m ü. NHN in Augsburg in den Lech. Sie entwässert ein Einzugsgebiet von 1440 km².

## Etymologie
Gemäß Wolf-Armin von Reitzenstein trug der Fluss im 6. Jahrhundert zunächst den Namen „Virdo“. Der Mönch Paulus Diaconus verwendet diesen Namen im 8. Jahrhundert ebenfalls. Später wird der Namen „Wertahe“ im Besitzrechtsverzeichnis des Hochstiftes Augsburg erwähnt. Ebenso wird auch das lateinische Vindex niedergeschrieben (Monumenta Germaniae Historica). Der heutige Flussname tritt erstmals in Urkunden zu Beginn des 14. Jahrhunderts auf.
Die Namensherkunft ist nicht eindeutig geklärt. Es wird angenommen, dass das indogermanische Wort u̯er „Wasser“ bzw. das darauf basierende Adjektiv u̯îridos „schnell, kräftig vorwärtsstrebend“ die Grundlage für die Namensbildung ist. Später wurde dann das althochdeutsche Grundwort aha „Fluss“ angefügt.
Ehemalige Wasserarme der Wertach wurden früher „Rössen“ genannt. „Au“ (auch „Flussaue“) bezeichnet eine vom wechselnden Hoch- und Niedrigwasser geprägte Niederung entlang eines Baches oder Flusses. Daraus entstand der Flurname „Rosenau“ in Augsburg, namensgebend für das Rosenaustadion und das Rosenauviertel.

### Allegorische Darstellungen
Die Wertach wird als Stilfigur sowohl als weibliche als auch als männliche Flussgottheit dargestellt: auf Augsburger Münzen, Medaillen, Kupferstichen, Gemälden u. dgl. bis 1720 meist männlich, danach meist weiblich; beispielsweise männlich als Brunnenfigur beim Augustusbrunnen oder dem Gemälde Johannes Rottenhammers „Augusta und die vier Flüsse“ im Goldenen Saal des Augsburger Rathauses, weiblich auf dem Fresko „Allegorie der Wertach“ von Johann Georg Bergmüller bei seiner 1752 geschaffenen Bemalung des Prunkaufgangs in der Fürstbischöflichen Residenz in Augsburg.

## Geografie

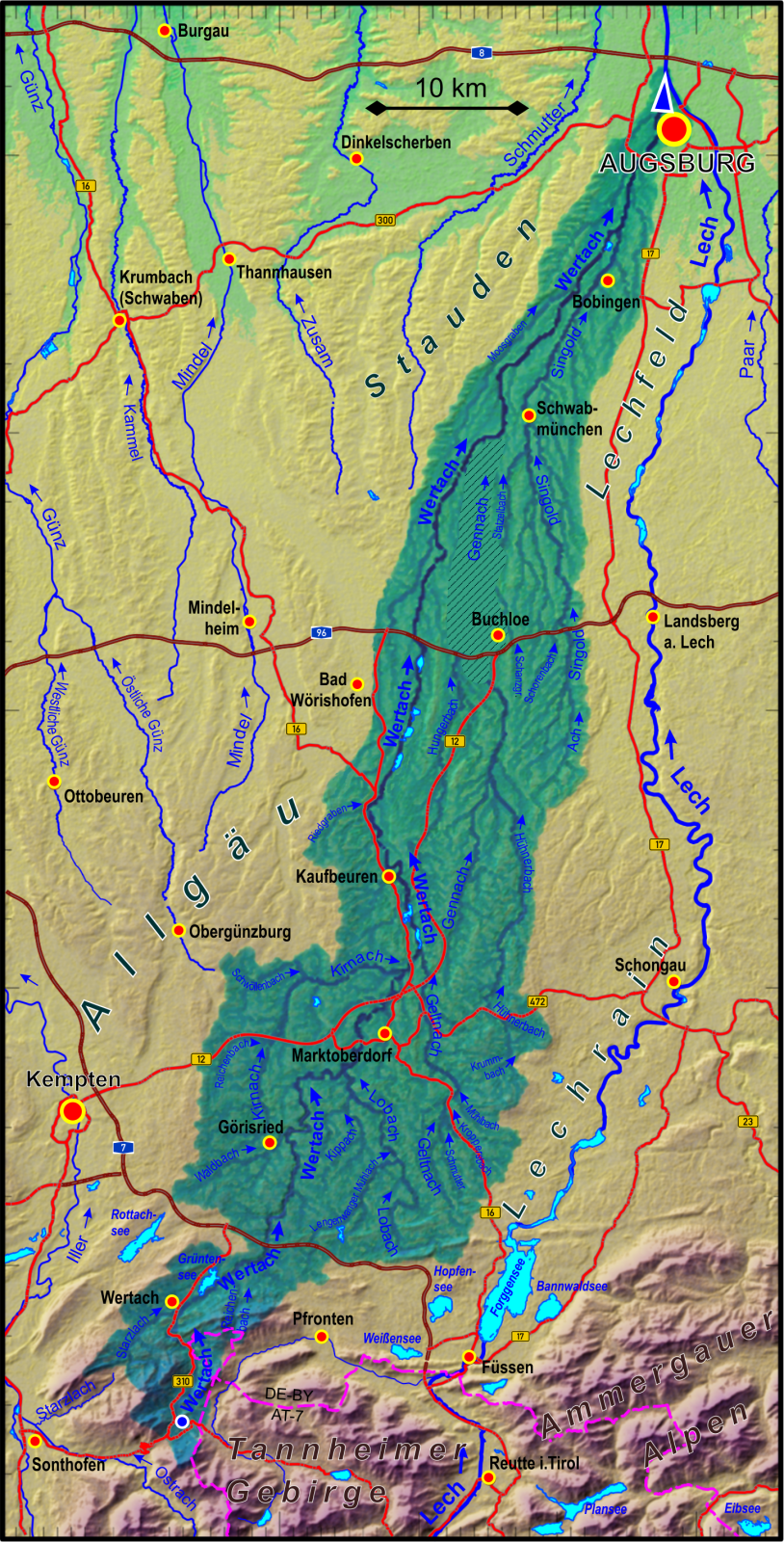
Einzugsgebiet der Wertach. In den schraffierten Bereichen erfolgt der Abfluss weitgehend kanalisiert.

Nach der Iller ist die Wertach der größte in den Allgäuer Alpen entspringende Fluss. Von dort aus fließt sie nach Norden in Richtung Augsburg, wo sie in den Lech mündet. Mit jeweils knapp 50 Kilometern sind ihre beiden längsten Nebenflüsse die Gennach und die Singold.

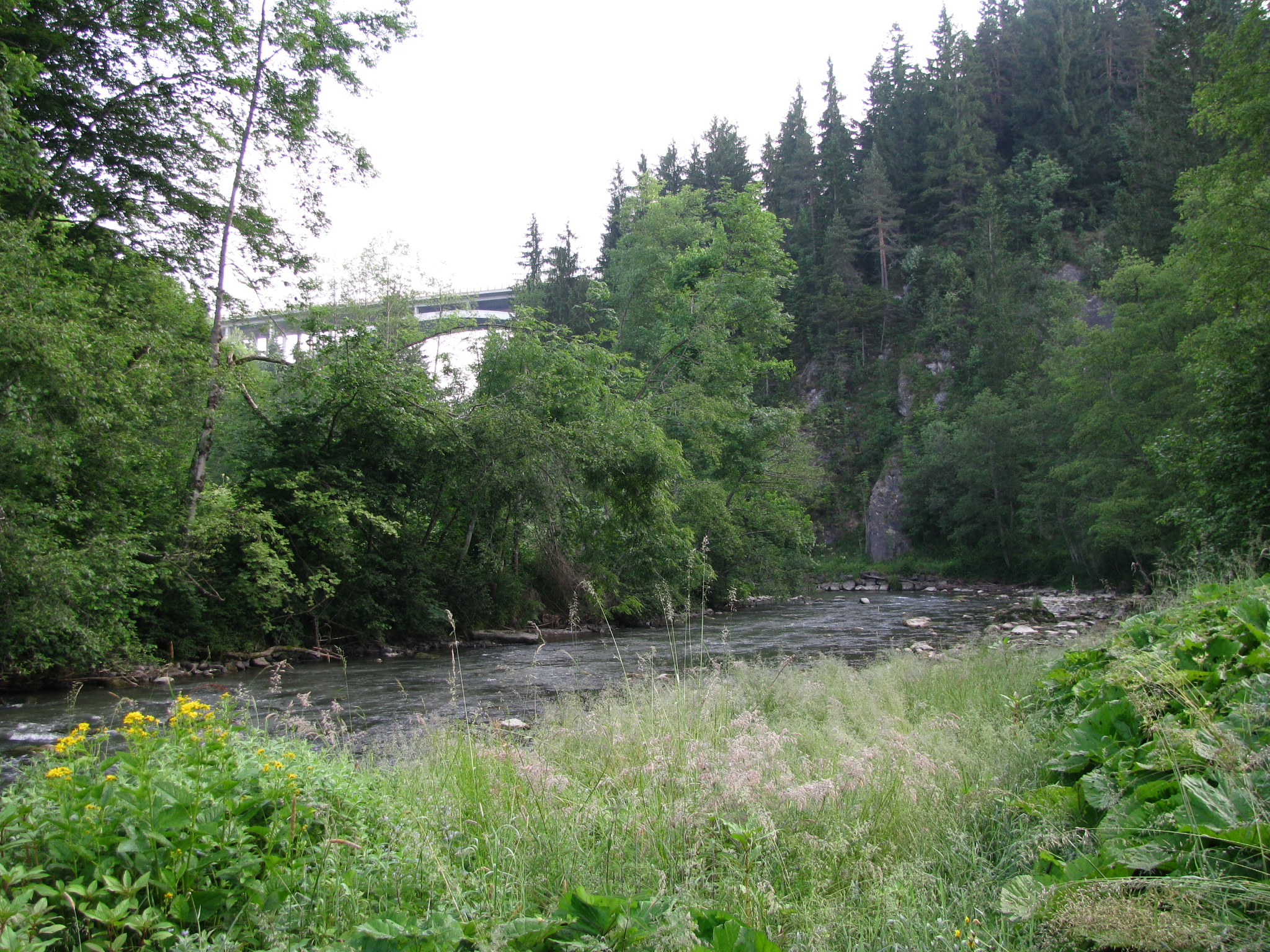
Das Wertachtal bei Maria-Rain

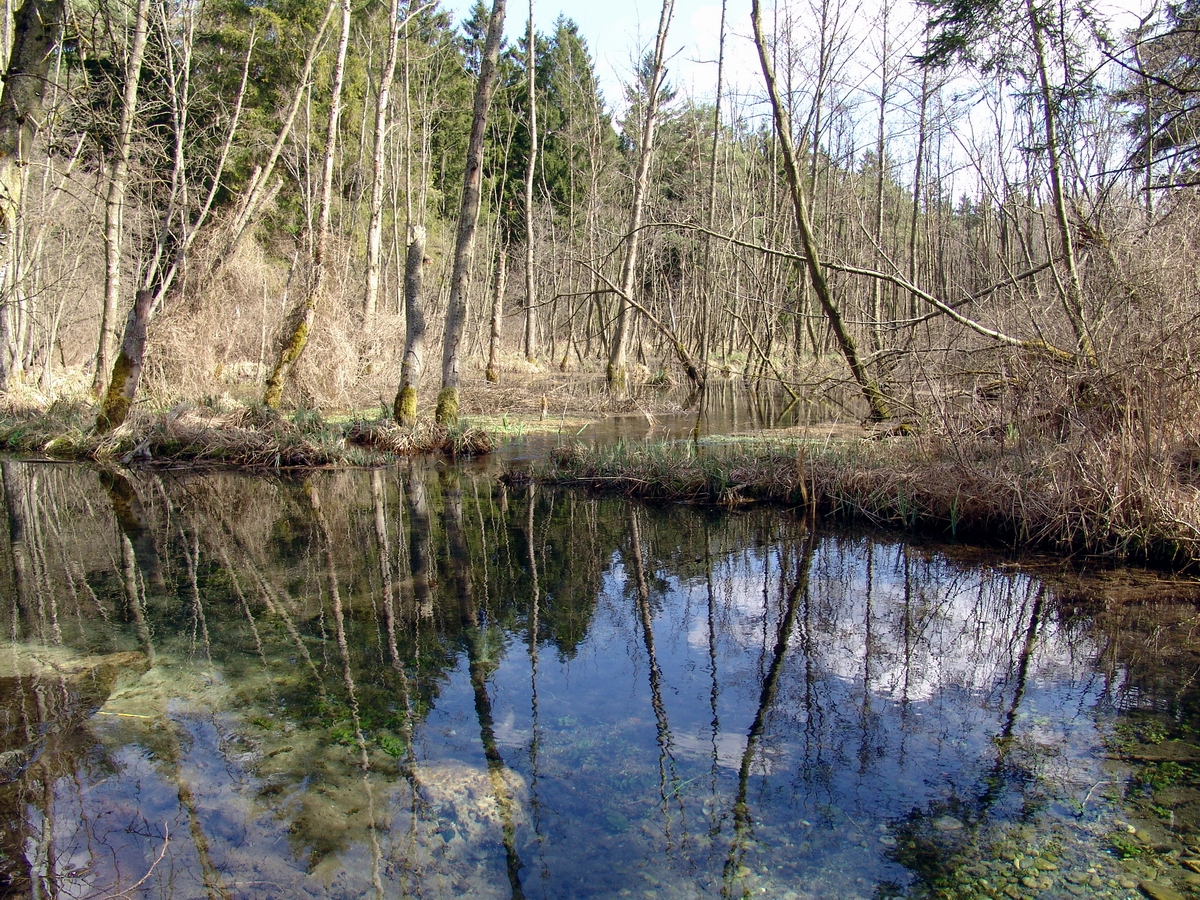
Auwald der Wertach bei Inningen

### Verlauf
Die Wertach entsteht im südöstlichen Oberallgäu nahe der Grenze zu Österreich durch den Zusammenfluss des Kaltenbrunnenbachs und des Eggbachs auf halber Strecke zwischen Oberjoch und Unterjoch. Beide Dörfer gehören zum Gemeindegebiet von Bad Hindelang. Hinter Unterjoch bildet der Fluss auf einem kurzen Abschnitt die Grenze zur österreichischen Gemeinde Jungholz. Die frühere Ausprägung als typischer Gebirgs- und Voralpenfluss mit breitem, sich ständig verlagerndem Flussbett und ausgedehnten Schotterbänken ist nur noch im Oberlauf anzutreffen, nahe der Marktgemeinde Wertach wird der Fluss bereits zum ersten Mal vom Damm des Grüntensees aufgestaut.
Auf ihrem weiteren Weg durchfließt sie über Oy-Mittelberg und Nesselwang einen landschaftlich recht ursprünglichen Teil des Wertachtals, doch ab Marktoberdorf ist es mit der „Wildflussromantik“ vorbei, da der Fluss hier und auf seinem weiteren Lauf bereits am Ende des 19. Jahrhunderts begradigt wurde.
Von Biessenhofen über Kaufbeuren, Rieden (bei Kaufbeuren), Bad Wörishofen und Türkheim durchfließt die Wertach Bachtelsee, Bärensee, Schlingener See, Frankenhofner See, Bingstetter See sowie Irsingener See. Auf den letzten Kilometern zum Lech hin passiert die Wertach Ettringen, wo ihr Wasser schon früh für die Papierfabrik Lang Papier genutzt wurde, Großaitingen, Bobingen und schließlich einen weiteren Stausee südlich des Augsburger Stadtteils Inningen. Im nördlichen Stadtgebiet Augsburgs mündet sie in den Lech, der sich dann nach weiteren 39 Kilometern östlich von Donauwörth mit der Donau vereinigt.
Bei Türkheim liegt die von den Geologen so genannte Wertachgabel. Hier geht der flache Talboden nach Westen hin ohne Höhenunterschied in den weiten Talboden der links benachbarten, kleineren Flossach über. Nach der letzten Eiszeit floss die Wertach hier zeitweilig ganz oder teilweise durch die Täler von Flossach und dann Mindel zur Donau hin ab. Dies belegen etwa Sedimente im Mindeltal, deren Ursprungsgestein im Einzugsgebiet der Wertach, aber nicht jenem der Mindel vorkommen.

### Zuflüsse
Zu den größten am Alpenrand entspringenden Nebenflüssen, welche in die Wertach einmünden, zählen die Starzlach und der Waldbach. Durch die Zuflüsse von Lobach, Kirnach und Geltnach verdoppelt sich das bisherige Einzugsgebiet. Im unteren Alpenvorland fließt die Gennach als längster Nebenfluss in die Wertach. Als letzten Zufluss nimmt sie in Göggingen über den aus- und dann wieder rückgeleiteten Fabrikkanal die Singold auf.
| Linke Zuflüsse | Rechte Zuflüsse |
| | |
| - Kaltenbrunnenbach (Quellbach) - Weißenbach - Starzlach - Peterlesbach - Eberlesbach - Sennenbach - Waldbach - Luttenbach - Fürgenbach - Kirnach - Eybach - Irseer Bach - Riedgraben - Scharlach - Diebelbach | - Eggbach (Quellbach) - Weißenbach - Mühlbach - Holderbach - Reichenbach - Katzenbächl - Kessengraben - Lobach - Geltnach - Siechengraben - Spittelbach - Schwarzach - Gennach - Feldgießgraben - Singold |

## Geschichte in der Römerzeit
Im unwegsamen Voralpengebiet diente der Fluss als wichtige Verkehrsverbindung zwischen Augusta Vindelicorum (dem heutigen Augsburg), der damaligen Hauptstadt der römischen Provinz Raetia, und der bedeutenden Stadt Cambodunum, dem heutigen Kempten. Parallel zur Wertach, auf der Hochterrasse zum Lech hin, verlief die Allgäustraße. Augsburg wurde am Nordende der Lechfeld-Hochterrasse errichtet, wo es nach Westen, Norden und Osten hin von den beiden Flüssen geschützt wurde und durch diese natürlichen Wasserbarrieren gut zu verteidigen war.

## Eingriffe bei Augsburg

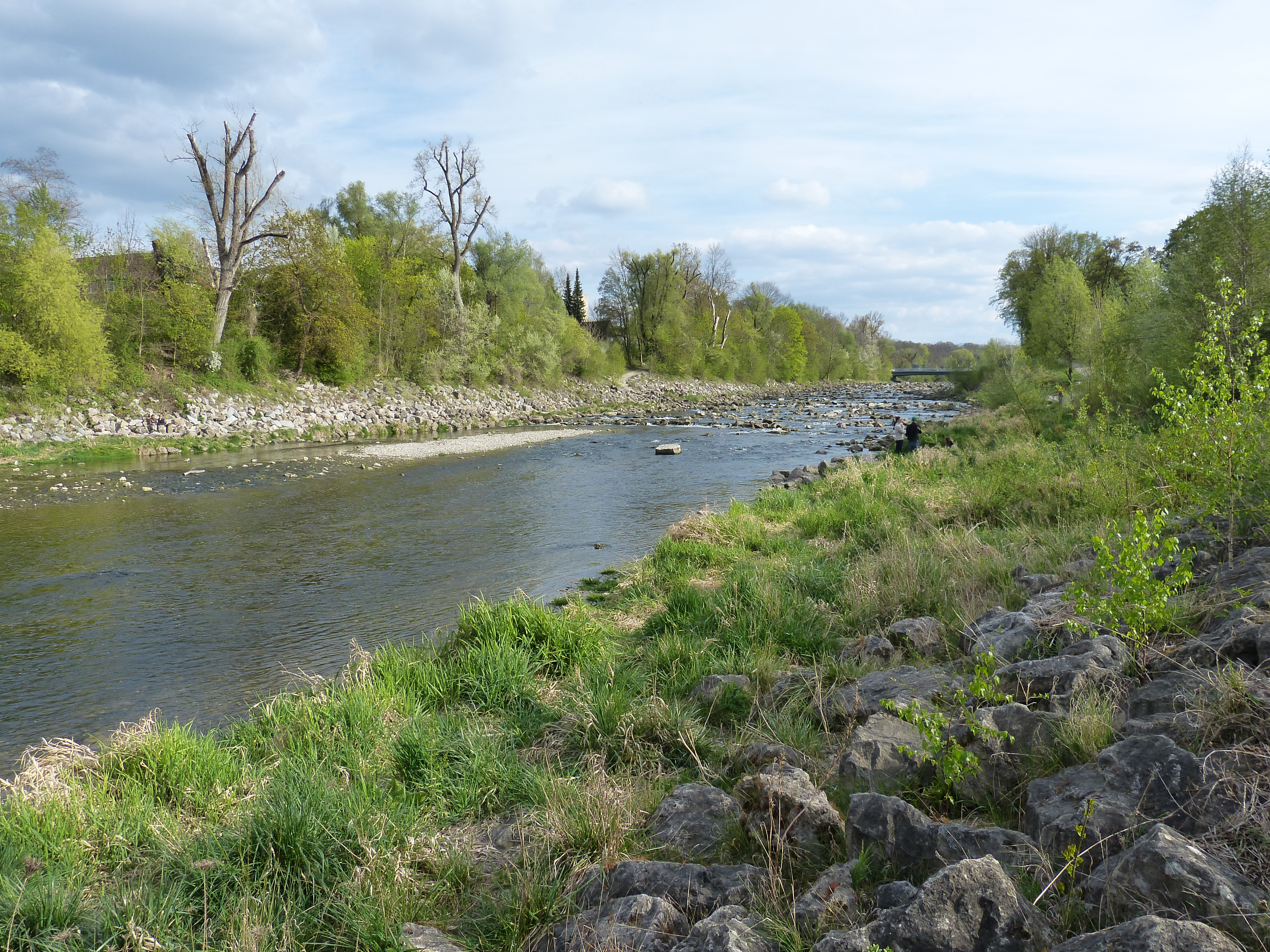
Die durch die ausgeleiteten Kanäle deutlich wasserreduzierte und tief fließende Wertach bei Augsburg-Pfersee nach Renaturierungsmaßnahmen (2014)

Zum Hochwasserschutz des stark überschwemmungsgefährdeten Gebietes westlich von Augsburg – der Wertachsteg zwischen Pfersee und Augsburg wurde fast regelmäßig durch Hochwasser zerstört – wurden im Jahr 1856 Dämme angelegt, die eine nachhaltige Verbesserung brachten. 1884 legte man zur Versorgung einer Fabrik in Göggingen einen großen rechtsseitigen Kanal der Wertach an, den Fabrikkanal. Durch diesen sowie durch dessen 1920 fertiggestellte Verlängerung, den Wertachkanal, wurden die Wassermenge der Wertach in diesem Abschnitt deutlich reduziert und ihr Pegel abgesenkt. Dies sowie die fortschreitende Vertiefung des Flusses kamen dem Hochwasserschutz von Augsburg-Pfersee zugute. Trotzdem gab es auch danach wieder Überflutungen in den Jahren 1932, 1965, 1999 und 2005.

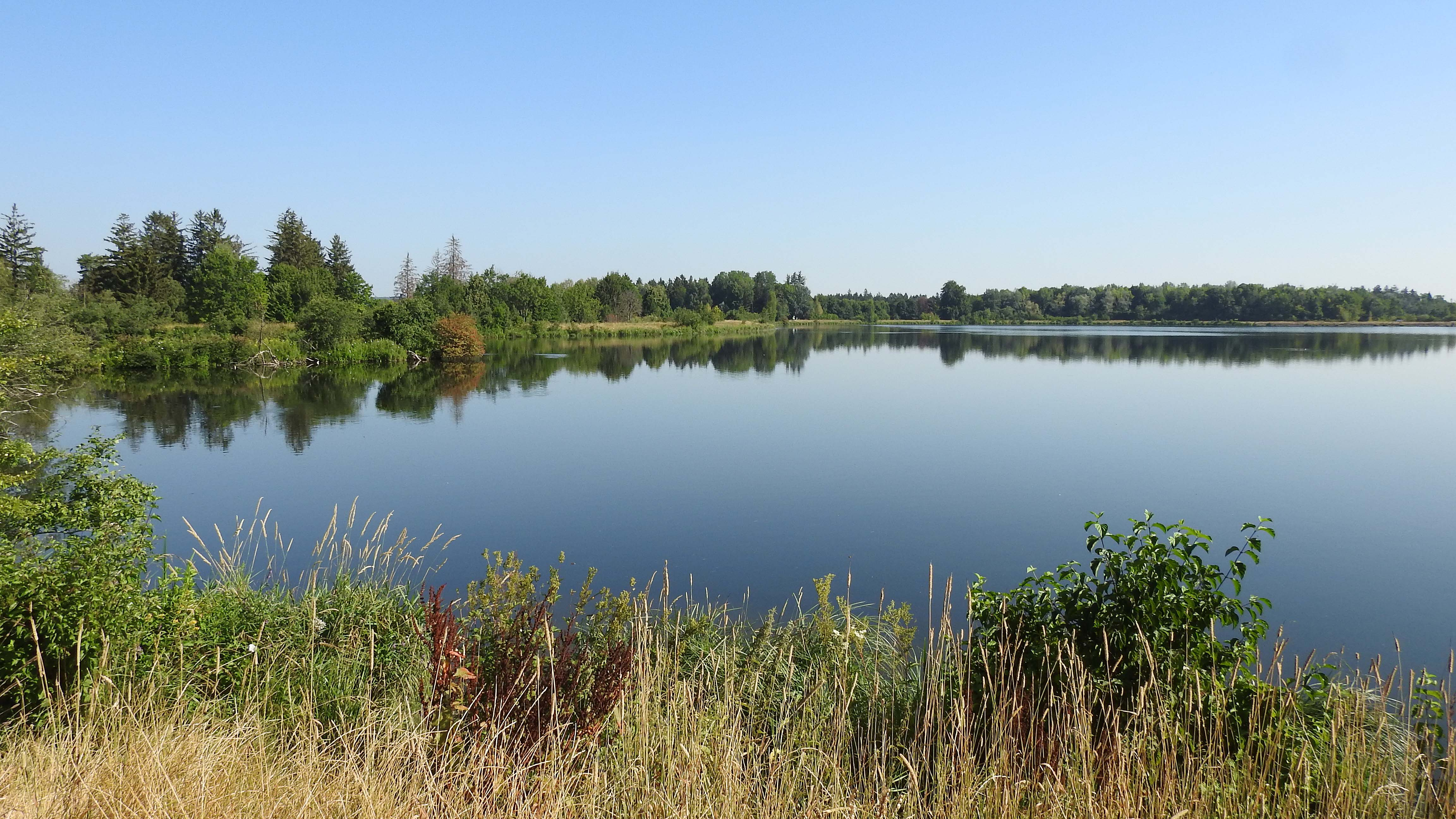
Wertachstausee bei Bobingen

## Renaturierung
Durch die Begradigung und Kanalisierung des ehemaligen Wildflusses mit ausgedehnten Kiesbänken und Auwäldern wurde die Hochwassergefahr insgesamt aber nicht gebannt, sondern vergrößert.
Während des letzten großen Hochwassers an Pfingsten 1999 führte die Wertach am Pegel Augsburg-Oberhausen 423 m³/s und verursachte in den Augsburger Stadtteilen Göggingen und Pfersee Schäden im dreistelligen Millionen-DM-Bereich. Ohne tiefgreifende Änderungen wären ähnliche Ereignisse immer wieder zu erwarten gewesen, weshalb der Freistaat Bayern und die Stadt Augsburg mit dem Projekt Wertach vital (seit 1997) den Fluss wieder in ein naturnahes Gleichgewicht bringen wollen. Um zu vermeiden, dass er sich immer mehr in den Untergrund eintieft, werden die Ufer aufgeweitet und die Flusssohle durch Steinrampen befestigt. Aufgeschüttete Kiesinseln und große Felsbrocken vermindern die Fließgeschwindigkeit. Für die Aufweitung des Flussbettes wurden 25 Hektar Auwald abgeholzt, die an anderen Stellen ersetzt wurden. Seit Oktober 2000 ist der Abschnitt zwischen dem Stausee und der Gögginger Brücke weitgehend renaturiert worden.